# گمینا پووته
گمینا پووته (به لهستانی:  Gmina Płoty) یک گمینا در لهستان است که در شهرستان گرفیتسه واقع شده‌است. گمینا پووته ۲۳۸٫۷۹ کیلومتر مربع مساحت و ۹٬۲۱۲ نفر جمعیت دارد.